# Storå Dalbro
Storå Dalbro er en 290 meter lang dalbro der går henover Storå øst for Holstebro.
Broen bære en fire sporet motorvej (Holstebromotorvejen) primærrute 18, som går imellem Holstebro og Herning.

Broen går igennem landeskabet i ådalen. Den er med til at hjorte og andre dyr, uforstyrret kan passere under motorvejen, og den giver også mulighed for at dyrlivet og naturen, kan leve så uforstyrret som mulig når motorvejen er der.